# الخالد (دبابة)
الخالد دبابة قتال رئيسية حديثة طورتها وصنعتها باكستان وأطلقت عليها اسم الخالد نسبة إلى القائد الإسلامي خالد بن الوليد الدبابة سلحت بمدفع رئيسي عيار 125 مم مجهز بملقم آلي لتعبئة الذخيرة تلقائياً ، ويتكون طاقم الدبابة من 3 أفراد كما جهزت الدبابة بمحرك ديزل ذو 12 إسطوانة يولد قوة تقدر بـ 1200 حصان. دخلت الدبابة في خدمة القوات المسلحة الباكستانية عام 2001 وصنع منها 320 وحد.
وجهزت الدبابة بنظام إدارة نيران حديث وبتجيهزات للقتال اليلي وقد أستمد تصميم الدبابة من الدبابة الصينية Type 90.